# Eraserhead - La mente che cancella
(David Lynch)
Eraserhead - La mente che cancella (Eraserhead) è un film sperimentale del 1977 scritto, prodotto, diretto e montato da David Lynch. È il primo lungometraggio diretto da David Lynch, realizzato nell’arco di 5 anni. Il film ad oggi è considerato un vero cult del genere, nonché fonte d’ispirazione per altri registi.
Nel 2004 il film è stato dichiarato "culturalmente significativo" dalla Biblioteca del Congresso degli Stati Uniti ed è stato selezionato per la conservazione dal National Film Registry.

## Trama
Un misterioso essere sfigurato attiva delle leve in una casupola situata su un pianeta. 
In una città tetra e industriale, il tipografo in ferie Henry Spencer torna al suo squallido appartamento quando riceve dalla vicina di casa la notizia di essere stato invitato a casa di Mary X, una ragazza con cui Henry ha avuto una relazione in passato. Arrivato alla dimora di Mary, Henry conosce, in un'atmosfera surreale, la madre, la nonna e il padre, Bill. Il giovane ha tuttavia l'impressione che gli nascondano qualcosa. 
Invitato a restare per cena, Henry, esortato da Bill, taglia la carne di polli sintetici minuscoli che, improvvisamente, iniziano a muoversi e a sanguinare, il tutto mentre i componenti della famiglia mostrano comportamenti ancora più anomali. Preso in disparte dalla madre di Mary, Henry viene interrogato sui rapporti sessuali che ha avuto con la figlia. Henry balbetta qualche scusa ma viene informato della nascita di un bambino nato prematuro e scopre di doversi sposare al più presto con Mary.
Pochi giorni dopo il matrimonio: Mary vive con Henry nel suo appartamento. Con loro si trova il bambino, talmente deforme da non sembrare umano e che non fa che piangere. Una sera Mary abbandona Henry col bambino e da quel momento, per Henry inizia l'incubo: egli infatti non può uscire di casa perché, nel frattempo il bambino si è ammalato. Inoltre, ogni notte, Henry sogna una figura femminile dalle guance gonfie, che sorridendo balla schiacciando embrioni giganti. 
Un giorno Henry riceve la visita dell'avvenente vicina, che lo provoca. I due fanno sesso nel letto di Henry, trasformato in una vasca, e sprofondano in un liquido lattiginoso. Quella notte Henry ha un incubo più surreale del solito: la figura femminile dei suoi sogni gli canta In Heaven poi si avvicina a lui ma, al suo posto, appare l'essere sfigurato e appare anche una pianta, da cui inizia misteriosamente a sgorgare sangue. La testa di Henry si stacca dal corpo e, mentre al suo posto spunta quella del figlio mutante, la testa dell'uomo precipita in uno sperduto villaggio, dove viene raccolta da un bambino che la porta ad una fabbrica, dove viene usata per produrre gomme per matite.
Svegliatosi, Henry bussa alla porta della vicina, ma lei non c'è e, mentre il piccolo mutante emette strane risate, come se si stesse burlando di lui, la donna riappare in compagnia di un altro uomo. 
Henry rimane profondamente scosso e rivolge la propria disperazione sul figlio, aprendogli le bende e infilzandolo con un paio di forbici.
La luce della camera va in cortocircuito, durante la confusione la testa del bambino cresce fino a diventare il pianeta di inizio film. Poi, una parte del pianeta scoppia e Henry guarda nel risultante buco, mentre l'uomo sfigurato si sforza a muovere le manopole, che stanno rilasciando scintille. Henry si ritrova in un limbo luminoso e nebbioso in cui compare la donna dalle guance deformi che lo abbraccia mentre un rumore bianco aumenta finché lo schermo non si stacca sul nero.

## Produzione
Nel 1971, Lynch si spostò a Los Angeles per frequentare il conservatorio dell'American Film Institute. Qui, grazie a una sovvenzione di 10.000 dollari dell'AFI, iniziò a girare il suo primo lungometraggio, ma dopo un anno il budget a sua disposizione terminò. Nel frattempo lavorò per conto dell'AFI realizzando il cortometraggio The Amputee in un solo giorno; lo stesso Lynch figura come attore.
Le riprese di Eraserhead - La mente che cancella terminarono nel 1977, a sei anni dal loro inizio. Durante le riprese i problemi finanziari portarono Lynch anche a perdere la casa e a dormire sul set. Lynch raccontò della lavorazione come del suo Scandalo a Filadelfia, spiegando che rifletteva le paure e i pericoli che aveva incontrato studiando e vivendo a Filadelfia. Il film riflette indirettamente l'ansia e la paura del regista nei confronti della paternità, personificate da un mostruoso neonato, probabilmente creato col feto imbalsamato di un vitello, ma Lynch non lo ha mai confermato. Durante le riprese aveva fatto in modo che l'operatore si coprisse gli occhi quando venivano effettuate le riprese col bambino, in modo che nessuno potesse sapere come era stato fatto. Terminato il film, Lynch seppellì il "vitello imbalsamato" in una località sconosciuta e alla festa di chiusura il cast celebrò una finta veglia funebre.

## Distribuzione
Il film fu inizialmente giudicato impossibile da distribuire, ma grazie all'aiuto del distributore Ben Barenholtz fu proiettato negli spettacoli di mezzanotte per i successivi dieci anni e ottenne un inaspettato successo di critica, che lanciò Lynch come rappresentante dell'avanguardia cinematografica postindustriale. La realizzazione del film creò una profonda unione nel gruppo di attori e tecnici che vi avevano partecipato e che continuò con Lynch negli anni successivi, in particolare con l'operatore Frederick Elmes, il tecnico del suono Alan Splet, l'attore Jack Nance e l'assistente alla regia, sceografa e attrice Catherine E. Coulson.
Il titolo italiano è la traduzione fuorviante di una parola che in inglese indica semplicemente le matite con cancellino usate comunemente a scuola e che in una scena si vedono fabbricare e collaudare.

## Colonna sonora
Musiche di Peter Ivers, eccetto dove indicato.
1. Side A – 20:08
2. Side B – 18:22
3. In Heaven (Lady in the Radiator Song) – 1:38 (testo: David Lynch – musica: Alan Splet)
4. Pete's Boogie (Previously Unreleased) – 3:58

Durata totale: 44:06

## Riconoscimenti
- Semana Internacional de Cine de Valladolid 1980
  - Menzione speciale

## Restauro
- Restaurato in 4K da Criterion Collection a partire dal negativo camera originale 35 mm sotto la supervisione di David Lynch. (2017)[4]

## Influenza culturale
- Fra gli estimatori di questo film il regista Stanley Kubrick, che lo proiettava continuamente durante la lavorazione di Shining per trasmettere inquietudine agli attori.[5]
- Il dialogo della scena dei polli meccanici è stata campionata dal musicista elettronico Amon Tobin ed inserita nella prima traccia del suo album Permutation.
- In Trainspotting c'è un omaggio a questo film: Renton cammina sotto dei finestroni da sinistra a destra, inquadrato esattamente come il protagonista di Eraserhead.
- Nel romanzo Hollywood, Henry Chinaski (l'alter ego di Charles Bukowski) viene intervistato per aver scritto la sceneggiatura di Barfly. Al giornalista dell'Herald Examiner dichiara che Eraserhead è il suo film preferito.[6]
- Nel brano Dance Ov The Sugardrugged Faery dei Vomit Orchestra viene ripreso il dialogo tra Henry e la madre di Mary riguardo ai sospetti rapporti sessuali tra Henry e Mary.
- Nel fumetto X-Men: Legacy, il personaggio di David Haller viene soprannominato Eraserhead per via dei suoi capelli, molto somiglianti a quelli del protagonista della pellicola.
- La canzone cantata dalla ragazza nel termosifone In Heaven è stata ripresa e riproposta in seguito, tra gli altri, anche da Tuxedomoon, Bauhaus e Pixies.
- In Horror Movie il protagonista, Stan Helsing, indossa una maglietta di Eraserhead.
- Nell'anime My Hero Academia, Eraserhead (il cui vero nome è Shouta Aizawa) è un professore/supereroe con il potere di annullare le Unicità di tutti i personaggi solamente guardandoli.
- Il gruppo Hip Hop italiano XVI Religion (precedentemente 16 Barre) ha inciso tre canzoni, Eraserhead, Eraserhead 2 ed Eraserhead 3 , che traggono ispirazione dal film.
- Il cantautore italiano Alessandro Fiori ha pubblicato il 4 novembre 2016 il suo quarto album Plancton (Woodworm/Ibexhouse) contenente il brano Mangia!, per cui il regista Francesco Faralli ha confezionato un videoclip omaggiando dichiaratamente questo film.[7]
- Nel video musicale: "Tom Sawyer" del gruppo musicale Rush si vede il poster della locandina di Eraserhead